# マキシム・スタビスキー
マキシム・スタビスキー（ブルガリア語：Максим Стависки, ラテン翻字：Maxim Staviski, 1977年11月16日 - ）は、ブルガリア代表の男性フィギュアスケートアイスダンス選手。1998年長野、2002年ソルトレイク、2006年トリノアイスダンスブルガリア代表。2006年、2007年世界フィギュアスケート選手権アイスダンスチャンピオン。

## 人物
ロシアのロストフ・ナ・ドヌ生まれのユダヤ系で、現在はブルガリア国籍を取得している。趣味は車。アルベナ・デンコヴァは公私ともに彼のパートナーである。身長は173センチと小柄であるが、それを補って余りあるその卓越した技術は高く評価されている。

## 経歴
ロシアのロストフ・ナ・ドヌに生まれ、1981年からスケートを始めた。ジュニア時代にはアナスタシア・ベロワとカップルを結成し、1996年世界ジュニア選手権にロシア代表として出場し、9位。その後アナスタシア・ベロワとのカップルを解消し、アルベナ・デンコヴァとカップルを結成した。
1997-1998年シーズンからISUグランプリシリーズにブルガリア代表として参戦、初出場の長野オリンピックでは18位に終わった。1999年にはスパルカッセン杯でグランプリシリーズ初表彰台の3位、2度目のオリンピックとなったソルトレイクシティオリンピックでは7位となる。
2002-2003年シーズン、ボフロスト杯でグランプリシリーズ初優勝を飾り、初進出のグランプリファイナルでは3位となる。2003年欧州選手権で2位、迎えた2003年世界選手権では初表彰台の3位となり、ブルガリアに世界選手権初のメダルをもたらした。
3度目のオリンピックとなったトリノオリンピックでは、コンパルソリーダンスで3位スタートとなったものの、オリジナルダンスとフリーダンスで5位、総合でも5位に終わった。しかし、トリノオリンピック後に行われた2006年世界選手権においてブルガリア選手として初めての優勝を果たす。翌2006-2007年シーズンには、グランプリファイナルで優勝し、2007年世界選手権でも2連覇を果たした。この実績により、2007年4月にはデンコヴァとともにブルガリアの国家勲章では最高位のスタラ・プラニナ章を受勲している。
2007年8月5日にブルガス近郊で飲酒のうえ、死者を出す交通事故を起こしたと報道された。事故当日には安全運転キャンペーンに参加していたという。2008年1月30日に地方裁判所から執行猶予付き禁固2年6ヶ月の有罪判決を受けたが、最高裁判所から審理を差し戻され、2009年1月5日には同地裁から懲役2年6月の実刑判決を受けた。2009年5月12日、最高破棄裁判所から懲役2年6ヶ月執行猶予5年、および被害者とその家族に対する賠償金14万5000ユーロ（約1900万円）の支払いが言い渡された。

## 主な戦績
- 戦績はアルベナ・デンコヴァとのカップル時。

| 大会/年            | 96-97 | 97-98 | 98-99 | 99-00 | 00-01 | 01-02 | 02-03 | 03-04 | 04-05 | 05-06 | 06-07 |
| ------------------ | ----- | ----- | ----- | ----- | ----- | ----- | ----- | ----- | ----- | ----- | ----- |
| オリンピック       |       | 18    |       |       |       | 7     |       |       |       | 5     |       |
| 世界選手権         | 19    | 17    | 11    | 棄権  | 10    | 5     | 3     | 2     | 5     | 1     | 1     |
| 欧州選手権         | 17    | 16    | 9     | 棄権  | 8     | 6     | 2     | 2     | 棄権  |       | 3     |
| ブルガリア選手権   | 1     | 1     | 1     | 1     | 1     | 1     | 1     | 1     | 1     | 1     |       |
| GPファイナル       |       |       |       |       |       |       | 3     | 2     | 3     |       | 1     |
| GPスケートアメリカ |       |       |       |       |       |       |       |       |       |       | 1     |
| GPエリック杯       |       | 7     |       |       |       | 4     |       | 1     | 2     |       | 1     |
| GPNHK杯            |       |       |       | 6     |       | 3     |       | 1     | 1     | 2     |       |
| GPスケートカナダ   |       | 8     | 5     |       |       | 4     | 2     | 1     |       |       |       |
| GPロシア杯         |       |       |       |       |       | 5     | 3     |       |       |       |       |
| GPボフロスト杯     |       |       | 6     | 3     |       |       | 1     |       | 1     |       |       |
| フィンランディア杯 |       |       | 1     | 1     | 1     | 1     |       | 1     |       |       |       |
| スケートイスラエル |       | 2     |       |       | 2     |       |       |       |       |       |       |
| ゴールデンスピン   |       |       |       | 2     |       |       |       |       |       |       |       |
| KSM                |       | 4     | 1     |       |       |       |       |       |       |       |       |
| ネーベルホルン杯   |       | 3     |       |       |       |       |       |       |       |       |       |

### 詳細
| 2006-2007 シーズン  |                                                           |         |         |          |          |
| 開催日              | 大会名                                                    | CD      | OD      | FD       | 結果     |
| 2007年3月19日-25日  | 2007年世界フィギュアスケート選手権（東京）                | 2 37.42 | 1 62.10 | 1 102.09 | 1 201.61 |
| 2007年1月22日-28日  | 2007年ヨーロッパフィギュアスケート選手権（ワルシャワ）    | 3 38.56 | 3 56.56 | 3 98.61  | 3 193.73 |
| 2007年12月14日-17日 | 2006/2007 ISUグランプリファイナル（サンクトペテルブルク） | -       | 2 60.12 | 1 101.12 | 1 161.24 |
| 2006年11月16日-19日 | ISUグランプリシリーズ エリック・ボンパール杯（パリ）      | 1 38.32 | 1 61.15 | 1 97.78  | 1 197.25 |
| 2006年10月26日-29日 | ISUグランプリシリーズ スケートアメリカ（ハートフォード）  | 1 39.19 | 1 62.27 | 1 100.12 | 1 201.58 |

| 2005-2006 シーズン |                                                  |         |         |         |          |
| 開催日             | 大会名                                           | CD      | OD      | FD      | 結果     |
| 2006年3月19日-26日 | 2006年世界フィギュアスケート選手権（カルガリー） | 1 38.46 | 1 60.94 | 3 99.74 | 1 199.14 |
| 2006年2月10日-26日 | トリノオリンピック（トリノ）                     | 3 37.65 | 5 55.85 | 5 96.03 | 5 189.53 |
| 2005年12月1日-4日  | ISUグランプリシリーズ NHK杯（大阪）              | 2 35.10 | 2 52.57 | 2 85.56 | 2 173.23 |

| 2004-2005 シーズン  |                                                        |         |         |          |          |
| 開催日              | 大会名                                                 | CD      | OD      | FD       | 結果     |
| 2005年3月14日-20日  | 2005年世界フィギュアスケート選手権（モスクワ）         | 4 40.81 | 4 62.79 | 5 104.86 | 5 208.46 |
| 2005年1月25日-30日  | 2005年ヨーロッパフィギュアスケート選手権（トリノ）     | 3 40.08 | 5 57.92 | -        | 棄権     |
| 2004年12月16日-19日 | 2004/2005 ISUグランプリファイナル（北京）              | -       | 4 59.73 | 3 107.89 | 3 167.62 |
| 2004年11月19日-21日 | ISUグランプリシリーズ エリック・ボンパール杯（パリ）   | 2 41.03 | 2 61.26 | 2 106.01 | 2 208.30 |
| 2004年11月4日-7日   | ISUグランプリシリーズ HK杯（名古屋）                   | 2 39.80 | 1 60.56 | 1 104.26 | 1 204.62 |
| 2004年10月28日-31日 | ISUグランプリシリーズ スケートカナダ（ハリファックス） | 1 41.05 | 1 61.27 | 1 106.61 | 1 208.93 |

| 2003-2004 シーズン     |                                                           |         |         |          |          |
| 開催日                 | 大会名                                                    | CD      | OD      | FD       | 結果     |
| 2004年3月22日-28日     | 2004年世界フィギュアスケート選手権（ドルトムント）        | 1       | 2       | 2        | 2        |
| 2004年2月2日-8日       | 2004年ヨーロッパフィギュアスケート選手権（ブダペスト）    | 2       | 3       | 2        | 2        |
| 2003年12月11日-14日    | 2003/2004 ISUグランプリファイナル（コロラドスプリングス） | -       | 3 58.26 | 2 105.04 | 2 163.30 |
| 2003年11月27日-30日    | ISUグランプリシリーズ NHK杯（旭川）                       | 1 39.59 | 2 60.63 | 1 107.29 | 1 207.51 |
| 2003年11月14日-16日    | ISUグランプリシリーズ ラリック杯（パリ）                  | 1 39.83 | 1 62.58 | 1 108.03 | 1 210.44 |
| 2003年10月30日-11月2日 | ISUグランプリシリーズ スケートカナダ（ミシサガ）          | 2 38.28 | 2 59.04 | 1 107.13 | 2 204.45 |
| 2003年10月9日-12日     | 2003年フィンランディア杯（ヘルシンキ）                    | 1       | 1       | 1        | 1        |

| 2002-2003 シーズン     |                                                            |    |    |    |      |
| 開催日                 | 大会名                                                     | CD | OD | FD | 結果 |
| 2003年3月24日-30日     | 2003年世界フィギュアスケート選手権（ワシントンD.C.）       | 2  | 3  | 3  | 3    |
| 2003年1月20日-26日     | 2003年ヨーロッパフィギュアスケート選手権（マルメ）         | 2  | 2  | 2  | 2    |
| 2002年11月21日-24日    | ISUグランプリシリーズ ロシア杯（モスクワ）                 | 2  | 4  | 3  | 3    |
| 2002年11月8日-10日     | ISUグランプリシリーズ ボフロスト杯（ゲルゼンキルヒェン）   | 1  | 1  | 1  | 1    |
| 2002年10月31日-11月3日 | ISUグランプリシリーズ スケートカナダ（ケベック・シティー） | 3  | 3  | 4  | 4    |